# Troll

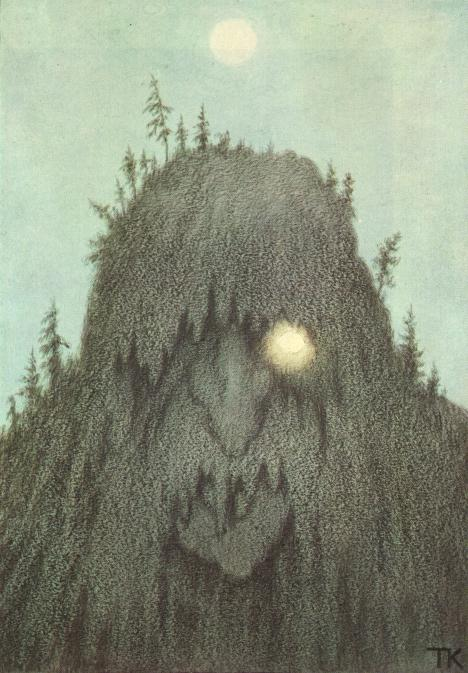
Troll leśny – rysunek Theodor Kittelsena (1906)

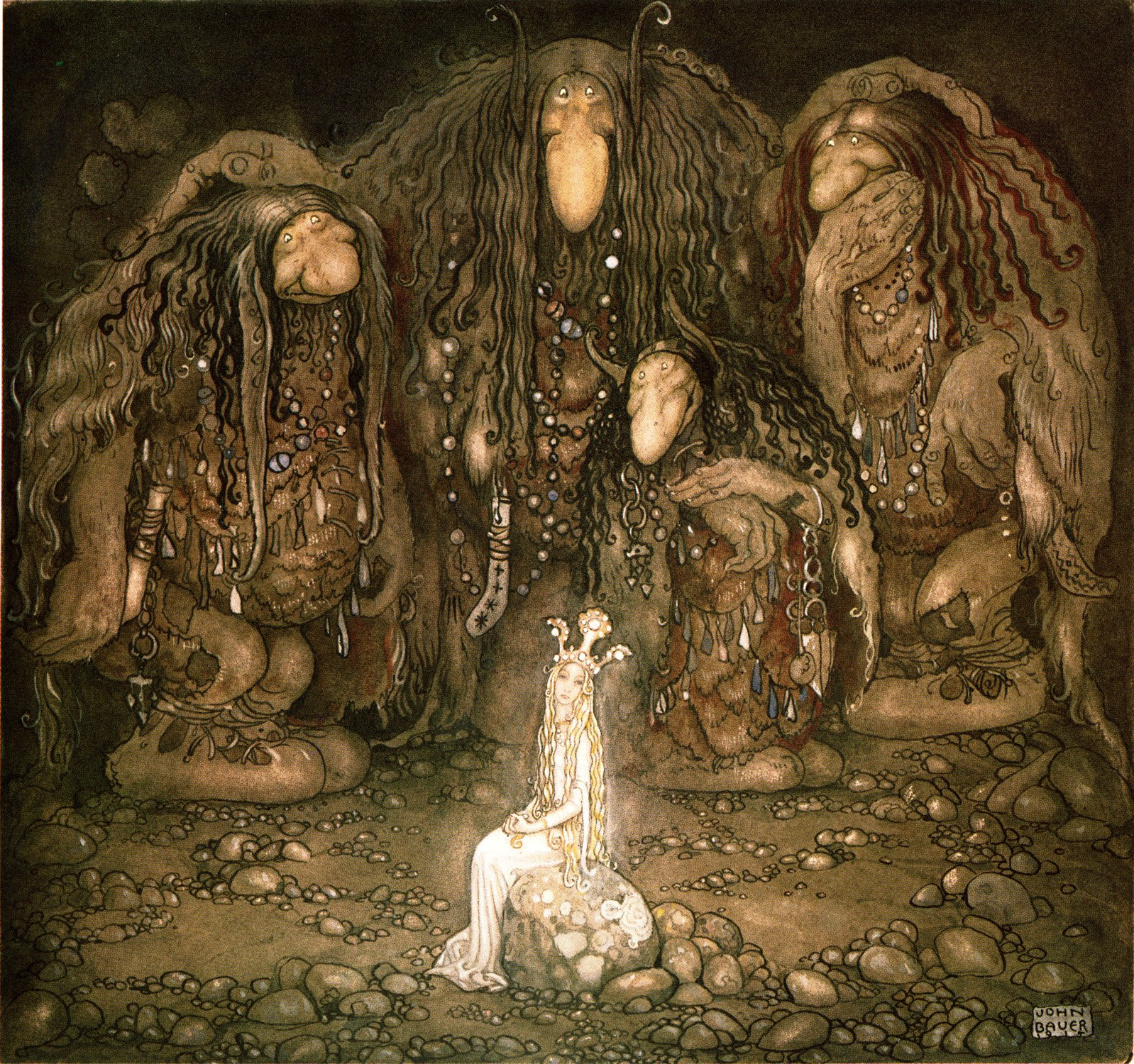
Spójrz na nich, powiedziała matka trolli. Spójrz na moich synów! Piękniejszych trolli nie znajdziesz po tej stronie księżyca – rysunek Johna Bauera (1915)

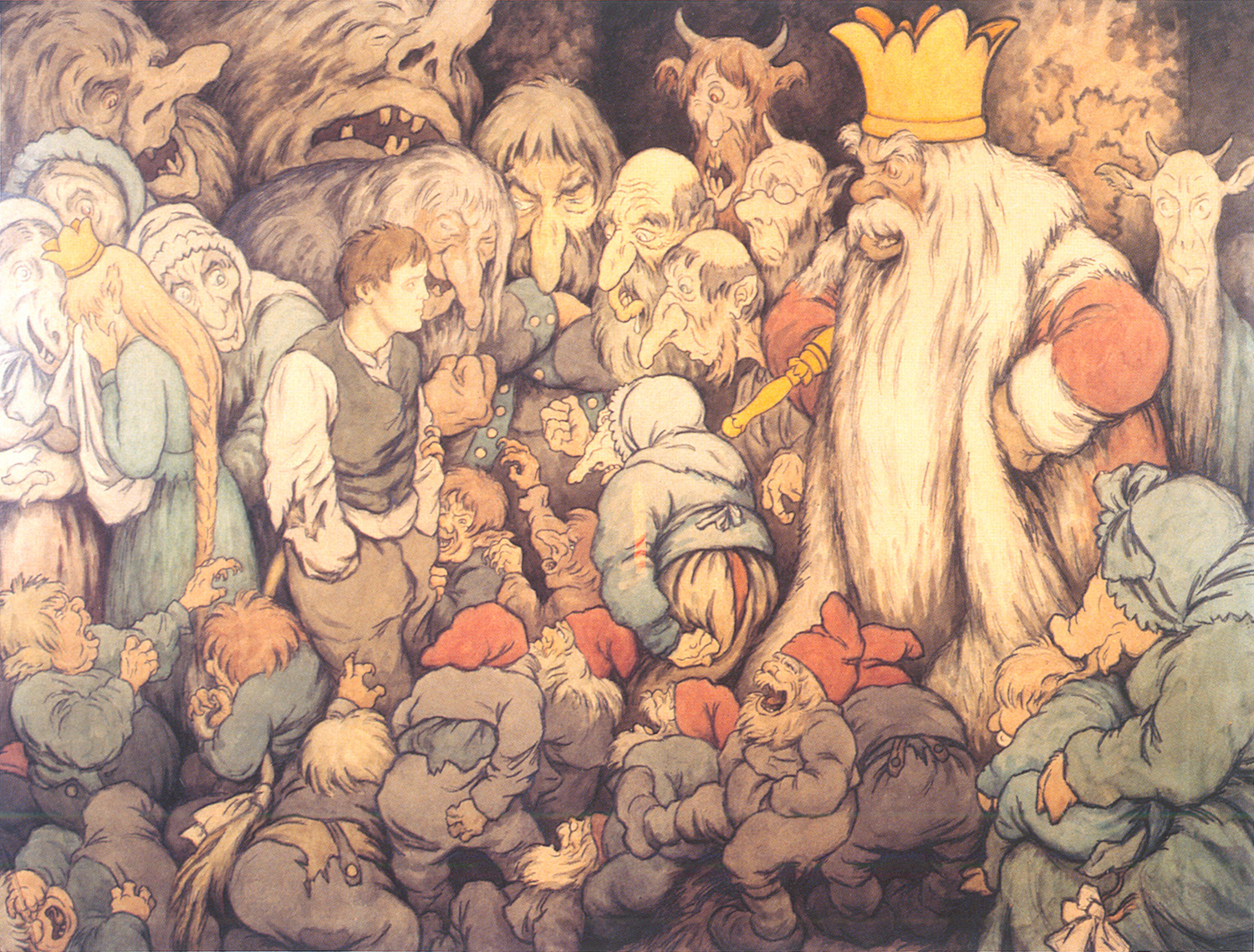

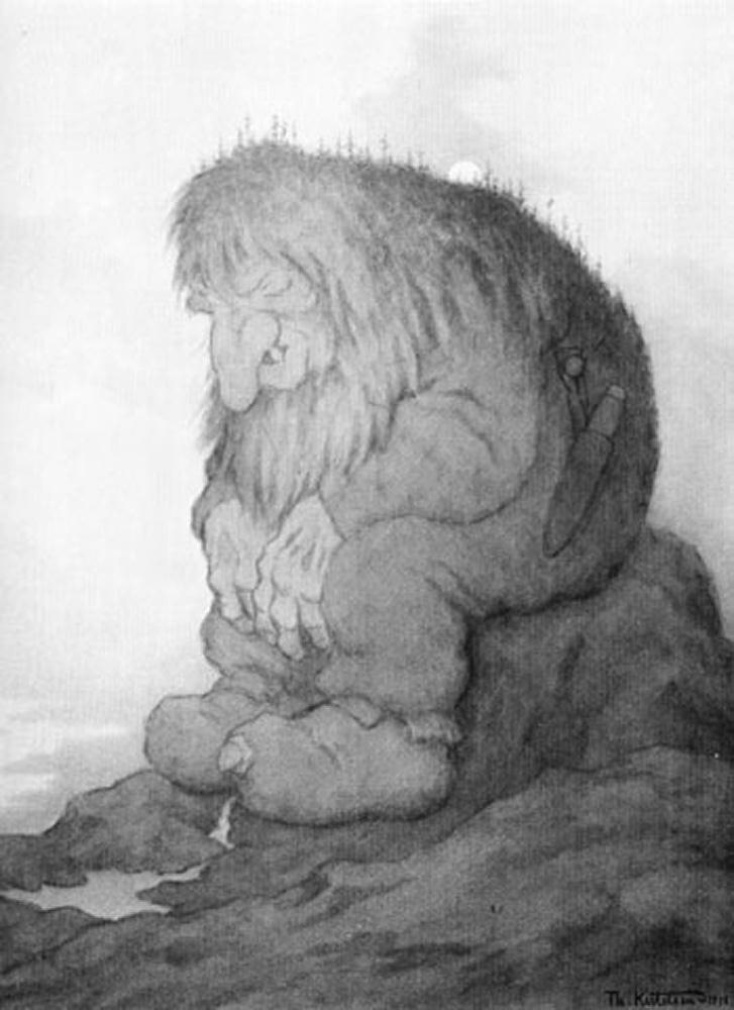

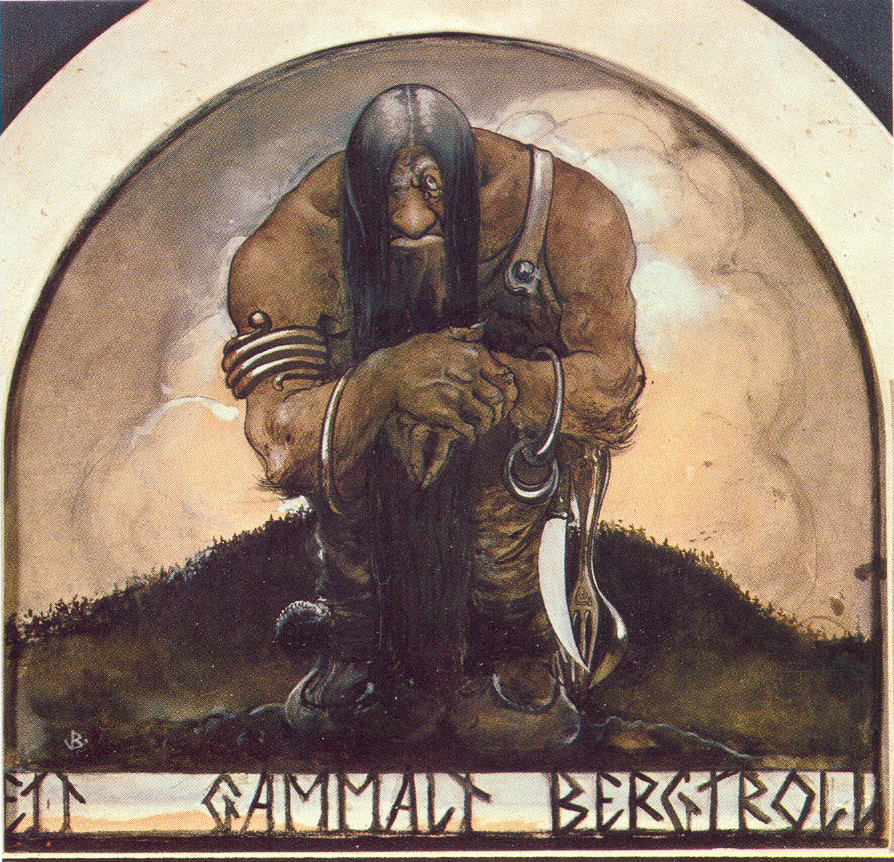

Troll (norw., szw. troll, duń. trold) – przypominający wyglądem człowieka stwór ze skandynawskich wierzeń ludowych, wywodzący się z mitologii nordyckiej.

## Wierzenia
Wierzono, że trolle różniły się między sobą zarówno wyglądem, jak i charakterem. Najczęściej miały to być stworzenia bardzo stare, brzydkie, złośliwe i mało inteligentne. Można było wśród nich znaleźć dużego wzrostu osobniki, jak i niewielkie skrzaty (norw. nisse) czy karły (norw. dverg).
Niektóre większe trolle ze starości porastały lasem. Trolle mieszkały w trudno dostępnych dla człowieka miejscach: lasach, górach i jaskiniach, niektóre żyły też w morzu. Wyrządzały szkody ludziom i zwierzętom. Zajmowały się też wydobyciem i gromadzeniem srebra, złota oraz kosztowności. Były bardzo chciwe i skąpe. Nie znosiły światła słonecznego, dlatego pojawiały się wyłącznie w nocy; troll, który na czas nie schował się przed promieniami słońca, zamieniał się w kamień. Żeńskim odpowiednikiem trolla była huldra. Były to zapadłe stworzenia, które kurczyły się w trakcie trwania swego życia. Często używały drabiny aby móc być na równo z ludźmi. Bywały złośliwe, ale czasami także pomocne to jest największa zagadka trolli.

## Literatura i sztuka
Po raz pierwszy na kartach książek trolle pojawiły się w Eddzie Snorri Sturlusona około 1220 roku. Sturluson opisuje tam wielogłowego olbrzymiego potwora. O trollach wspomina też w XVII wieku norweski, ale tworzący w języku duńskim pisarz Ludvig Holberg.
Trolle wielokrotnie pojawiały się później w skandynawskich wierzeniach ludowych: w Norwegii opisali je w swoich baśniach m.in. Peter Christen Asbjørnsen i Jørgen Moe. Najczęściej w tych opowieściach przedstawiano trolle jako wielkie i silne, złośliwe i niebezpieczne. Były brzydkie, miały ogromne nosy i oczy jak cynowe talerze. Były wrogo nastawione zarówno do ludzi, jak i bogów, i ożywiały się, czując zapach krwi chrześcijanina. Autorami najpopularniejszych wizerunków trolli są w Norwegii: Theodor Kittelsen i Erik Werenskiold, w Szwecji – John Bauer.
W Peer Gyncie norweskiego pisarza Henryka Ibsena główny bohater trafia do królestwa trolli, w którym rządzi Stary z Dovru (Dovregubben). Daje się też omotać huldrze – Kobiecie w Zieleni (En grønnkledd kvinne). W literaturze szwedzkiej o trollach pisała Selma Lagerlöf w Troll och människor, w duńskiej – Hans Christian Andersen.
W stworzonej przez J.R.R. Tolkiena mitologii Śródziemia trolle to wielkie stwory o potężnej sile. Zostały wyhodowane przez Morgotha, podobnie jak orkowie i smoki. Pod wpływem słońca zmieniały się w kamień. Ze słów Drzewca wynika, że trolle to parodia entów, tak jak orkowie są parodią elfów.
W Wiedźmie Olgi Gromyko trolle są stworami podobnymi do ludzi, które często używają wulgaryzmów (wulgaryzmy nie są tłumaczone). Słońce im nie szkodzi i nie są odporne na czary; nie uznają kobiet za istoty rozumne.
W Świecie Dysku trolle są kamiennymi (ich ciała składają się z krzemu) istotami, których inteligencja obniża się pod wpływem ciepła ze względu na zanik nadprzewodnictwa. Z wiekiem trolle dostają filozofii i nieruchomieją, ostatecznie zamieniając się w skałę.
W cyklu J.K. Rowling o Harrym Potterze tylko w pierwszym tomie pojawiają się trolle, a w czwartym Ron Weasley mówi, że olbrzymy, tak jak trolle, lubią zabijać. Są wielkie, mało inteligentne i brutalne.
W Niekończącej się historii trolle są przyjazne. Te które spotkał Atreju pokazały mu Nicość, zanim same zniknęły. W orszaku Bastiana Baltazara Buksa pojawił się z kolei czterofazowy troll, który zależnie od nastroju pokazywał jedną ze swoich czterech twarzy.
W świecie Sagi o wiedźminie Sapkowskiego trolle są istotami żyjącymi w górach. Opiekują się mostami, dbają o ich stan techniczny i pobierają opłaty za przekroczenie mostu.
Z opowiadań Jacka Piekary (Sekrety tajemnego bractwa i tytułowe Ani słowa prawdy) ze zbioru Ani słowa prawdy – Opowieści o Arivaldzie z Wybrzeża wynika, że trolle nie potrafią zapamiętać swojego imienia ani drogi do rodzinnej jaskini. Słońce je parzy, ale nie czyni im widocznej krzywdy. Przy tym, tak jak koboldy, są odporne na czary i darzone może niesłuszną wrogością. Spotyka się też półtrolle, wynik okrutnych eksperymentów w kraju wiedźmiarzy.
W trylogii Sherwood Tomasza Pacyńskiego jednym tchem wymienia się trolle, elfy i skrzaty. Inne opowiadania sugerują, że należy je utożsamiać z neandertalczykami i wcześniejszymi hominidami.
Trolle w komiksie Trolle z Troy są największymi wrogami ludzi, ale jednocześnie odznaczają się dużym poczuciem humoru.
Trollami są także Muminki występujące w cyklu powieści i opowiadań dla dzieci autorstwa Tove Jansson. Pierwsza powieść z tego cyklu nosiła tytuł Małe trolle i duża powódź, a słowo „troll” występowało często w oryginalnym tekście szwedzkim, w przeciwieństwie do polskich przekładów: powieść Zima Muminków nosi oryginalny tytuł Zima trolli – Trollvinter, a w szwedzkim oryginale słowo „Muminek” brzmi Mumintroll.

## Film
W filmie Willow (z 1988 roku w reżyserii Rona Howarda) trolle to człekokształtne istoty. Są niewiele niższe od ludzi. Cechuje je nadmierne, bardzo ciemne owłosienie; twarz, dłonie oraz stopy są nieowłosione. Skórę mają w kolorze popielatym. Nie noszą ubrań ani nie walczą bronią. Są agresywne. Zachowaniem przypominają bardziej zwierzęta. Potrafią chodzić po pionowych ścianach.
W 2010 roku powstał norweski film pseudodokumentalny Łowca trolli (Trolljegeren).

## Gry
W systemie Dungeons & Dragons i grach na nim opartych trolle są dużymi, gruboskórnymi stworami, mającymi dodatkowo zdolność regeneracji, czyli szybkiego leczenia zadanych im ran, które można zabić wyłącznie kwasem i ogniem.
System Earthdawn łamie stereotyp trolli (jak również orków), jako istot tępych i z natury złych. Tutaj trolle to silne olbrzymy o specyficznej kulturze, w szeroki sposób definiujące swój kodeks honorowy. W świecie Earthdawna znani są głównie jako Powietrzni Łupieżcy, poruszający się na latających drakkarach.
W grach komputerowych sagi Gothic trolle to ogromne zwierzęta przypominające wyglądem goryle. Istnieje kilka ich odmian: jaskiniowe, młode, czarne i zwykłe. Atakują, okładając wroga ogromnymi łapami.
W świecie Warcraft trolle to inteligentny gatunek, występujący w wielu odmianach (m.in. trolle leśne, lodowe lub śnieżne), które żyją w plemionach. Stanowią jedną z najstarszych ras w Azeroth. Nie są ukazane tutaj jako wielkie tępe stworzenia. Potrafią polować w grupie i urządzać zasadzki. Szamani trolli znają tajniki Voodoo. Dzikie plemiona żywią się innymi gatunkami Azeroth, takimi jak gnomy czy krasnoludy. Ich skóra to różne odcienie niebieskiego i zielonego. Posiadają także długie kły. Trolle z Klanu Darkspear połączyły swe siły z orkami, taurenami, nieumarłymi i później krwawymi elfami i goblinami, tworząc Hordę. Imperium Trolli przez wiele lat walczyło pod egidą Zul’Jina z wysokimi elfami z Quel’Thalas pod wodzą Ariessy.
W grze SpellForce trolle wraz z orkami i mrocznymi elfami należą do ras ciemnej strony. Są bardzo silne, ale nie znają magii.
W The Elder Scrolls IV: Oblivion pojawiają się trolle, wyglądające jak trójokie małpy. Są tępe, ale silne. Wrażliwe na ogień. Ukazują się, gdy postać ma około 12 poziom. W jednym z zadań występują trolle namalowane i ożywione w magiczny sposób.
W grze Evil Islands trolle to masywne, grube, wielkie stwory o krótkich nogach, długich ramionach i łuskowatej skórze. Nie tworzą żadnej społeczności, a ich mentalność upodabnia je do zwierząt. Są bardzo niebezpieczne i występują w różnych kolorach w zależności od gatunku: zielone, niebieskie, czerwone i czarne.
W Tibii pojawiają się trolle zwykłe, wyspiarskie, bagienne i lodowe (ang. island, swamp, ice), ale należą do najsłabszych potworów i są mniejsze od człowieka. Po ulepszeniu gry dochodzą nowe, a są nimi hersztowie trolli.
W grze Wiggles są niewielkie, o około połowę większe od karłów. Występują w wielu kolorach.
W Fable II trolle to wielkie, paskudne i śmierdzące potwory około trzy razy większe niż człowiek. By je pokonać, trzeba atakować ich wypustki nerwowe (gdy są na wierzchu) bronią palną lub magią. Występują gatunki (od najsłabszego): leśne, zwykłe i kamienne.
W serii Final Fantasy występują w różnych kolorach i rodzajach, można je spotkać także w podwodnych jaskiniach.
W świecie Warhammera trolle to wielkie potwory (są mniej więcej dwa razy większe od człowieka). Występują cztery rodzaje trolli: kamienne, rzeczne, zwykłe oraz trolle Chaosu. Wszystkie rodzaje posiadają zdolność regeneracji ran, o ile rany te nie zostały zadane przy pomocy ognia. Również wszystkie odznaczają się głupotą. Kamienne trolle mają zdolność rozpraszania magii, kolor ich skóry najczęściej jest niebieski, z białym brzuchem. Plecy pokryte są zrogowaciałą skórą, która dodatkowo chroni je przed ranami. Rzeczne trolle są zielone i zamieszkują tereny bagniste. Dzięki śliskiej skórze ciężej się z nimi walczy. Trolle Chaosu są niczym innym jak zmutowanymi trollami. Wszystkie trolle posiadają specjalny atak – rzyganie. Potrafią zalać swojego przeciwnika wymiocinami doprowadzając go do śmierci. Soki żołądkowe trolli są bardzo silnym roztworem kwasu. Według legendy potężny władca goblinów – Grom – zjadł kiedyś surowe mięso trolla, dzięki czemu uzyskał zdolność regeneracji swych ran.
W Heroes of Might and Magic trolle są przedstawione jako postaci powolne. W pierwszych częściach były to jednostki miotające kamieniami, a w najnowszych, walczą one wręcz i niewiele różnią się od orków.
W świecie Disciples trolle są to chude, wielkie stwory o zielonej skórze i ogromnych pazurach, wchodzą w skład armii zielonoskórych wraz z orkami, goblinami, ogrami i cyklopami.
W świecie Silverfall trolle są jedną z grywalnych ras obok elfów i ludzi.